# Koprzywskie Łęgi
Koprzywskie Łęgi – wyspa w północno-zachodniej Polsce, w cieśninie Świna. Znajduje się pomiędzy Wyspą Wolin a wyspą Wydrza Kępa. Wyspa nie jest zamieszkana.
Administracyjnie należy do miasta Świnoujście. Wyspa wchodzi w obszar Wolińskiego Parku Narodowego. Znajduje się w obszarze specjalnej ochrony ptaków „Delta Świny” oraz obszarze ochrony siedlisk „Wolin i Uznam”.
Od północy i zachodu Koprzywskie Łęgi oddzielone są Wielką Strugą, od wschodu Gęsią, a od południa Starą Świną.